# Корнилий (митрополит Новгородский)
Митропролит Корнилий (в миру Косма; ум. 26 февраля (8 марта) 1698, Зеленецкий-Троицкий монастырь) — митрополит Новгородский и Великолуцкий (1674—1695), митрополит Казанский и Свияжский (1673—1674).

## Биография
Он происходил якобы из «московской боярской семьи», что весьма сомнительно.
Пострижен в монашество в Зеленецком Троицком монастыре Новгородской епархии и там рукоположен во иеромонаха.
С осени 1665 года — архимандрит Тихвинского Успенского монастыря Новгородской епархии.
С 10 марта 1668 года — строитель Зеленецкого Троицкого монастыря.
16 марта 1673 года хиротонисан во епископа Казанского и Свияжского с возведением в сан митрополита. Но, не желая ехать на «обгорелое место» (пожар 1672 года, уничтожил Казанский архиерейский дом и сильно повредивший кафедральный Благовещенский собор), Корнилий год и пять месяцев жил в Москве. Участвовал в похоронах митрополита Питирима, в Поместном соборе, избравшем нового патриарха Иоасафа.
6 августа 1674 года назначен на Новгородскую митрополичью кафедру, которой управлял двадцать лет. При нём территория Новгородской митрополии уменьшилась: в 1682 году её северо-восточная часть была выделена в самостоятельную Холмогорскую и Важскую епархию.   
В 1681 году, убеждённый царём Федором Алексеевичем, совершал торжественное погребение патриарха Никона по чину архиерейскому в Воскресенском Ново-Иерусалимском монастыре, после чего получил от царя в дар драгоценные низанные жемчугом саккос и омофор патриарха Никона.
Будучи новгородским митрополитом, Корнилий восстановил хозяйство и обеспечил расцвет Зеленецкого монастыря, который в то время входил в Новгородскую епархию. Летописец Зеленецкого монастыря подробно описывает деятельность митрополита Корнилия, направленную на укрепление монастыря. В 80-е годы XVII века «тщанием и иждивением» Корнилия в Зеленце был возведен каменный пятиглавый Троицкий собор, Благовещенская церковь с трапезной, колокольня, стены вокруг монастыря с церковью Иоанна Богослова над вратами, келейные корпуса. Корнилий организовал строительство дорог к окруженному болотами Зеленецкому монастырю, обеспечил монастырь не только церковной утварью и богослужебными книгами, но и земельными угодьями, рыбными ловлями. После смерти митрополита Корнилия в Зеленецком монастыре хранились его личные вещи — посох, мантия, клобук, четки, а также складень, на котором среди других святых имелись изображения Василия Анкирского и Параскевы Пятницы, бывших, по преданию, соименниками родителей митрополита.
3 марта 1695 года по болезни удалился на покой в Зеленецкий Троицкий монастырь.
По приезде на покой в монастырь митрополит Корнилий три года прожил в совершенном безмолвии и непрестанном богомыслии, не выходя из келии. День и ночь готовился он предстать пред судом Всевышнего.
Скончался 26 февраля 1698 года. Последними словами его были: «Мир и благословение Господне на вас». Погребён близ гроба преподобного Мартирия.